# Led Zeppelin Australasian Tour 1972
Led Zeppelin Australasian Tour 1972 е единственото концертно турне в Австралия (и Нова Зеландия) на Английската рок-група Лед Зепелин. Започва на 16 февруари 1972 г. и продължава 13 дни. Това е първо пътуване дотази страна за групата с изключение на Пейдж, гастролирал на „Зеления континент“ заедно с Ярдбърдс още януари 1967 г.

## История
Първоначалният план е включвал концерт в Сингапур на 14 февруари, но местните власти отказват да пуснат групата заради законът, забраняващ мъже да носят дълги коси.
От концертът, пресконференцията и афтърпартито в Сидни на 27 февруари са запазени черно бели кадри, излъчени тогава в предаване на Австралийската обществена телевизия. Някои от тях са използвани в Led Zeppelin DVD 2003.
По време на турнето Пейдж се разделя с брадата си, която носи от записите на Led Zeppelin III (1970 г.) Това става два дни след концерта в Мелбърн на 20 февруари.
С изключение на Бризбейн (29 февруари), шоутата са на открито. Споменатото в Мелбърн на Кийонг Стейдиъм е кратко заради студеното време.
Аудио от концертите съществува под формата на бутлези (без Пърт) и показва групата в отлична форма.
Сетлист:
- Immigrant Song
- Heartbreaker
- Black Dog
- Since I've Been Loving You
- Celebration Day (на 25, 27 и 29)
- Stairway to Heaven
- Going to California
- That's the Way
- Tangerine
- Bron-Yr-Aur Stomp
- Dazed and Confused
- What Is and What Should Never Be
- Rock and Roll
- Moby Dick
- Whole Lotta Love

Бисове (варират):
- Communication Breakdown
- Organ Solo / Thank You

## Концерти
| Дата                | Град     | Държава       | Място                   |
| ------------------- | -------- | ------------- | ----------------------- |
| 16 февруари 1972 г. | Пърт     | Австралия     | Subiaco Oval            |
| 19 февруари 1972 г. | Аделаида | Австралия     | Memorial Drive Park     |
| 20 февруари 1972 г. | Мелбърн  | Австралия     | Kooyong Stadium         |
| 24 февруари 1972 г. | Окланд   | Нова Зеландия | Western Springs Stadium |
| 27 февруари 1972 г. | Сидни    | Австралия     | Sydney Showground       |
| 29 февруари 1972 г. | Бризбейн | Австралия     | Brisbane Festival Hall  |